# Podroby

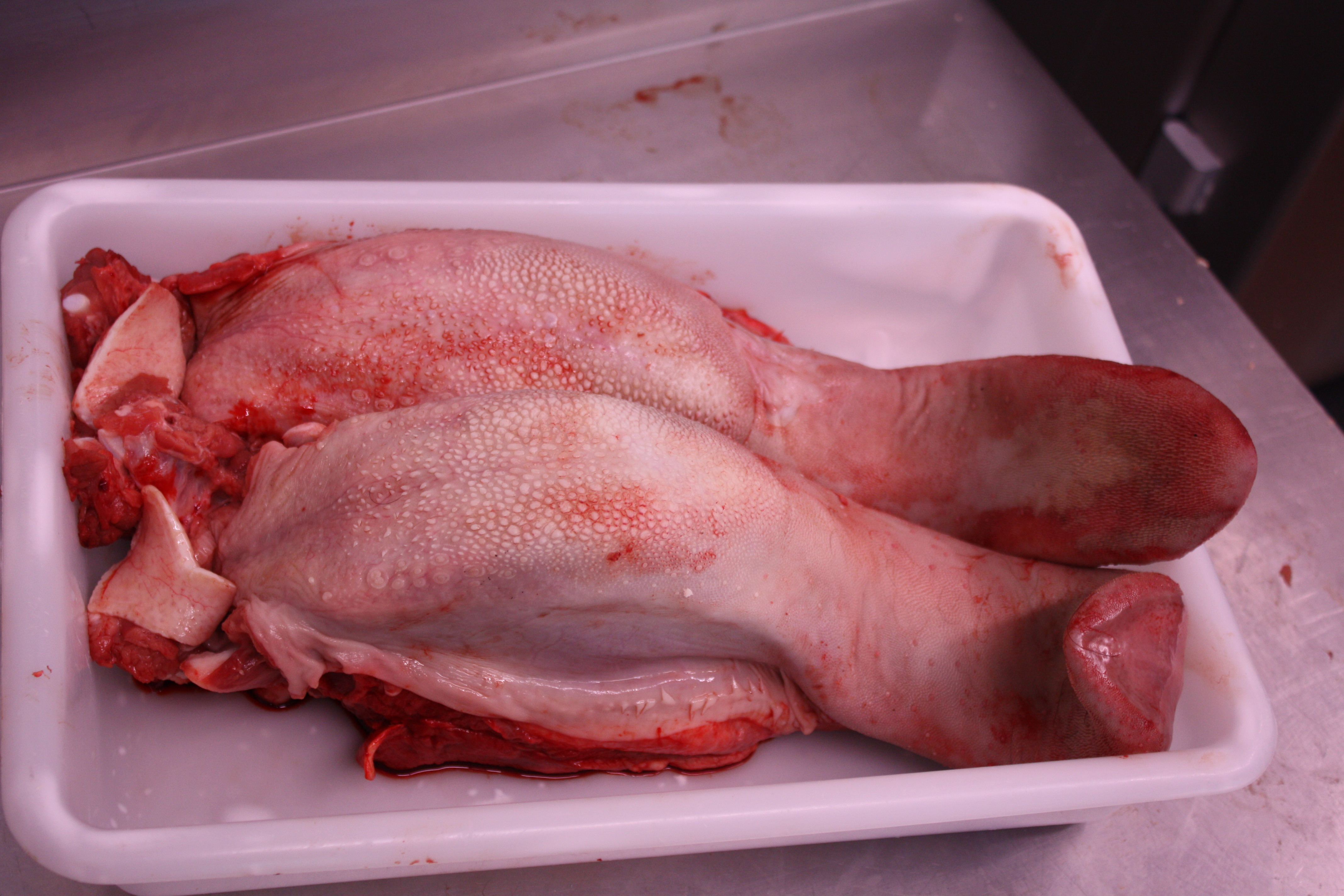
Podroby (ozory)

Podroby – jadalne narządy wewnętrzne i niektóre części ciała zwierząt. Stosuje się je w celach kulinarnych, ale także do wyrobów wędliniarskich.

## Klasy mięsa
Do podrobów zalicza się: wątroby, nerki (cynaderki), ozory, mózgi, serca, płuca, głowy, śledziony, grasice (animelka, mleczko), nogi, stopy, wymiona (gryfy), wargi, oczy, uszy, penisy, jądra, ryje, przepony, opłucne, jelita, żołądki.

## Wartość odżywcza podrobów
Skład chemiczny mięsa nie jest jednolity i zależy w dużym stopniu od gatunku zwierząt, stopnia utuczenia, wieku, metody chowu (intensywny, półintensywny, ekstensywny). Mięso z młodych zwierząt w stosunku do starych zawiera mniej tłuszczu, ma wyższą zawartość białek oraz soli mineralnych. Warto zwrócić uwagę na fakt uwalniania wzmożonych ilości kwasu moczowego po spożyciu większości produktów zawierających podroby. Z tego powodu w przebiegu dny moczanowej spożycie podrobów powinno ulec drastycznemu ograniczeniu.
Przeciętny skład chemiczny części zasadniczych i podrobów (%):
| Rodzaj mięsa           | Białko w % | Tłuszcz w % | Popiół w % | Woda w % |
| ---------------------- | ---------- | ----------- | ---------- | -------- |
| Polędwica wołowa       | 16,7       | 25,0        | 0,8        | 57,5     |
| Antrykot wołowy        | 17,4       | 23,0        | 0,8        | 58,8     |
| Udziec wołowy          | 19,5       | 11,0        | 1,0        | 68,5     |
| Łata wołowa            | 19,9       | 18,0        | 0,9        | 61,2     |
| Wątroba wołowa         | 16,4       | 4,0         | 1,4        | 74,9     |
| Nerki wołowe           | 19,7       | 8,0         | 1,1        | 75,9     |
| Ozór wołowy            | 15,0       | 15,0        | 1,0        | 67,6     |
| Mózg wołowy            | 10,5       | 9,0         | 1,4        | 79,1     |
| Flaki wołowe           | 14,8       | 4,2         | 0,5        | 80,5     |
| Serce wołowe           | 15,0       | 3,0         | 1,0        | 81,0     |
| Krew wołowa            | 17,3       | 0,5         | 0,8        | 81,4     |
| Płuca wołowe           | 15,1       | 4,8         | 1,0        | 79,1     |
| Górka cielęca          | 19,0       | 5,0         | 1,3        | 74,7     |
| Udziec cielęcy         | 19,1       | 12,0        | 1,0        | 67,9     |
| Wątroba cielęca        | 19,0       | 6,0         | 1,3        | 73,7     |
| Szynka wieprzowa       | 15,2       | 31,0        | 0,8        | 53,0     |
| Żeberka wieprzowe      | 14,6       | 32,0        | 0,8        | 52,6     |
| Słonina wieprzowa      | 9,7        | 81,0        | 0,1        | 9,2      |
| Mózg wieprzowy         | 10,6       | 9,0         | 1,5        | 78,9     |
| Serce wieprzowe        | 16,9       | 5,0         | 1,1        | 77,0     |
| Nerki wieprzowe        | 16,3       | 5,0         | 1,2        | 77,5     |
| Wątroba wieprzowa      | 19,7       | 5,0         | 1,5        | 73,8     |
| Płuca wieprzowe        | 12,9       | 2,0         | 0,8        | 84,3     |
| Ozór wieprzowy         | 16,8       | 16,0        | 1,4        | 65,8     |
| Udziec sarni           | 21,5       | 1,2         | 1,0        | 76,3     |
| Część grzbietowa sarny | 22,0       | 5,0         | 1,0        | 72,0     |
| Mięso zająca           | 21,0       | 3,0         | 1,1        | 74,9     |

Skład chemiczny i wartość energetyczna (100 g):
| Podroby            | Wartość energetyczna (KJ) | Białko (g) | Tłuszcz (g) |
| ------------------ | ------------------------- | ---------- | ----------- |
| Flaki              | 351                       | 16,0       | 2,2         |
| Nerki wieprzowe    | 460                       | 16,3       | 4,6         |
| Nerki wołowe       | 568                       | 15,0       | 8,1         |
| Ozór cielęcy       | 444                       | 17,1       | 4,2         |
| Ozór wołowy        | 886                       | 15,6       | 16,6        |
| Płuca wołowe       | 322                       | 15,9       | 1,5         |
| Serce wieprzowe    | 469                       | 16,9       | 4,8         |
| Serce wołowe       | 740                       | 15,7       | 12,7        |
| Wątróbka cielęca   | 568                       | 19,0       | 4,9         |
| Wątróbka wieprzowa | 539                       | 19,7       | 4,8         |
| Wątróbka wołowa    | 551                       | 19,7       | 3,2         |
| Wątróbka drobiowa  | 577                       | 19,0       | 6,0         |
| Żołądki drobiowe   | 348                       | 9,0        | 1,0         |

## Waga podrobów
Ze względu na gatunki zwierząt podroby przedstawiają następującą masę (g):
| Rodzaj podrobów | Wół       | Krowa     | Cielę   | Owca    | Świnia    |
| --------------- | --------- | --------- | ------- | ------- | --------- |
| Płuca           | 4000      | 3000      | 600     | 350     | 1700      |
| Wątróbka        | 5000-7500 | 3500-4000 | 500-850 | 350-850 | 1500-2500 |
| Serce           | 3000      | 2200      | 250     | 140     | 400       |
| Nerki           | 750       | 600       | 200-250 | 50      | 300-400   |
| Mózg            | 300-450   | 300-450   | 200-300 | 80-100  | 80-100    |
| Ozór            | 1000-1500 | 750-1200  | 300-450 | 200-250 | 350-450   |

## Zakąski zimne z podrobów
- galarety z nóżek cielęcych lub wieprzowych
- ozory cielęce w sosach
- ozory cielęce w galarecie

## Zakąski gorące z podrobów
- mózg po polsku, po wiedeńsku
- nerka cielęca: sauté i panierowana
- wątroba: sauté i panierowana
- nóżki cielęce i ozory (po ugotowaniu) po wiedeńsku, w cieście
- gulasz z serc
- cynadry duszone
- wątróbka duszona w sosach
- flaczki, potrawa w formie gęstej zupy z fragmentów żołądka wołowego